# Chrysaora hysoscella
La medusa bruna (Chrysaora hysoscella (Linnaeus, 1766))  è una medusa appartenente alla famiglia Pelagiidae.

## Distribuzione e habitat
Questa specie è cosmopolita, ma viene osservata comunemente solo nell'oceano Atlantico e nel Mar Mediterraneo. Nell'Atlantico è presente soprattutto nelle acque europee, in particolare nel Mare del Nord, quindi in Francia, Irlanda, Belgio, Paesi Bassi e Regno Unito, dove appare intorno a maggio. Nel Mediterraneo viene osservata soprattutto nell'Adriatico, dove appare solitamente tra marzo e agosto, dapprima in banchi, poi più isolata.
Non si tratta di una specie esclusivamente costiera, infatti è più facile da incontrare in mare aperto. Come tutte le meduse, è più comune nelle acque con correnti forti, perché viene trasportata da esse.

## Descrizione
È una medusa di dimensioni medio-grandi, e può raggiungere i 30 cm di diametro, raramente quasi 40. Ha 24 tentacoli organizzati in otto gruppi di tre. La sua colorazione è bianco-giallastra con sfumature marroni, e permette di distinguerla dalle altre specie del genere Chrysaora: infatti sull'ombrella, piuttosto schiacciata, sono presenti 16 fasce triangolari più scure, brunastre, che partono dal centro simili a dei raggi. Questo disegno è tipico di questa specie.
L'ombrella è solitamente pallida, trasparente-giallastra, ma talvolta ha sfumature rossastre o rosa accese, anche se rimangono sempre visibili le fasce marroni. Quando spiaggia la sua ombrella può venire confusa con quella di un'altra medusa, Aurelia aurita.
Gli esemplari giovanili sono invece somiglianti a Pelagia noctiluca e vengono spesso confusi con essa, perché di piccole dimensioni, intorno a 3 cm di diametro, e con meno tentacoli.

## Comportamento
A volte gli esemplari grossi sono solitari, ma è più frequente in gruppi anche abbastanza ampi.

## Tossicità
Chrysaora hysoscella è debolmente urticante. Il contatto con i tentacoli provoca dermatiti con prurito e bruciore, che si manifestano entro 20 minuti dal contatto. Entro poche ore i sintomi tendono a scomparire spontaneamente.

## Galleria d'immagini

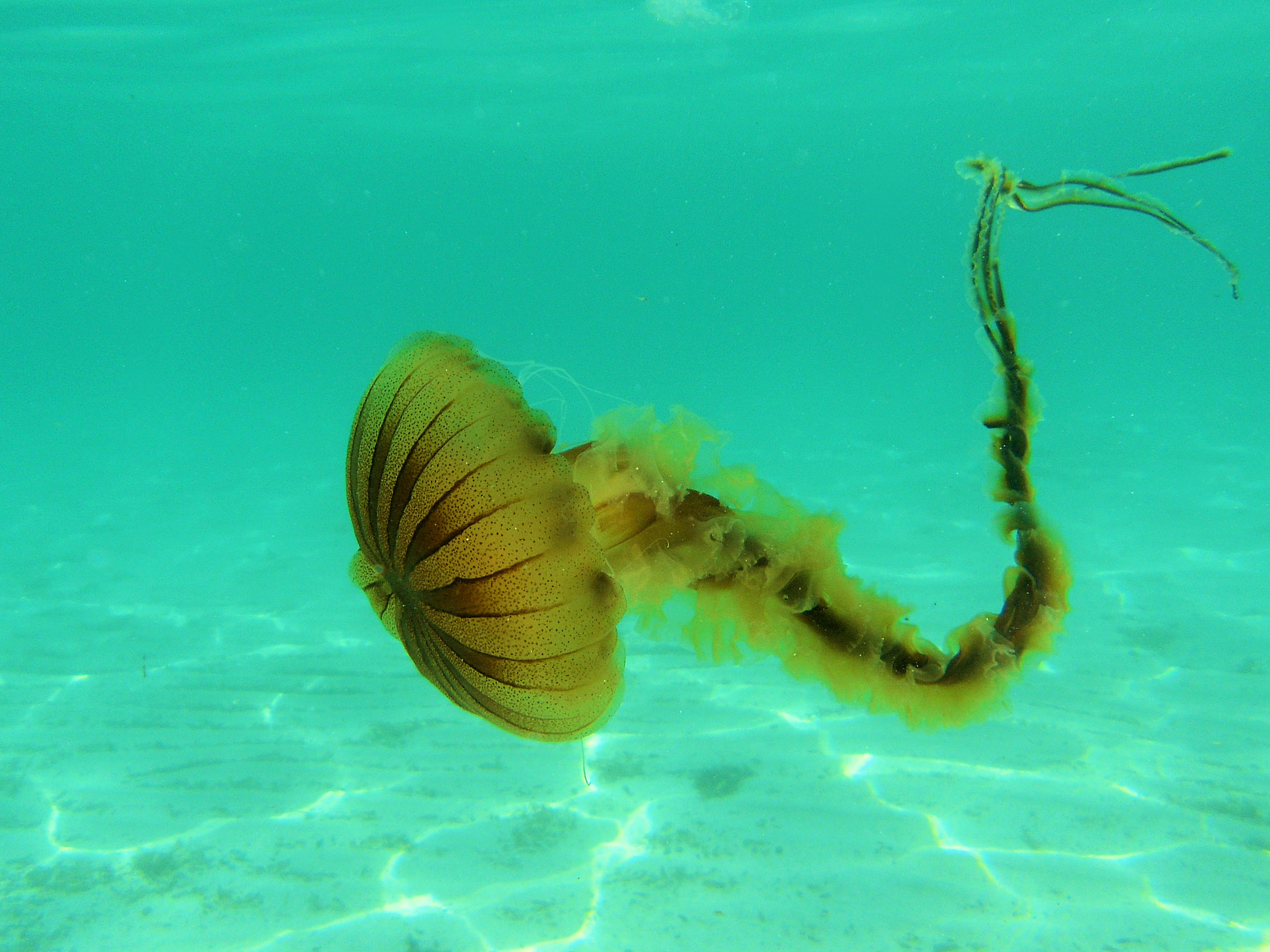
Medusa Bruna (Chrysaora Hysoscella) fotografata sul basso fondale di Lido Gandoli, in Marina di Leporano (Taranto)
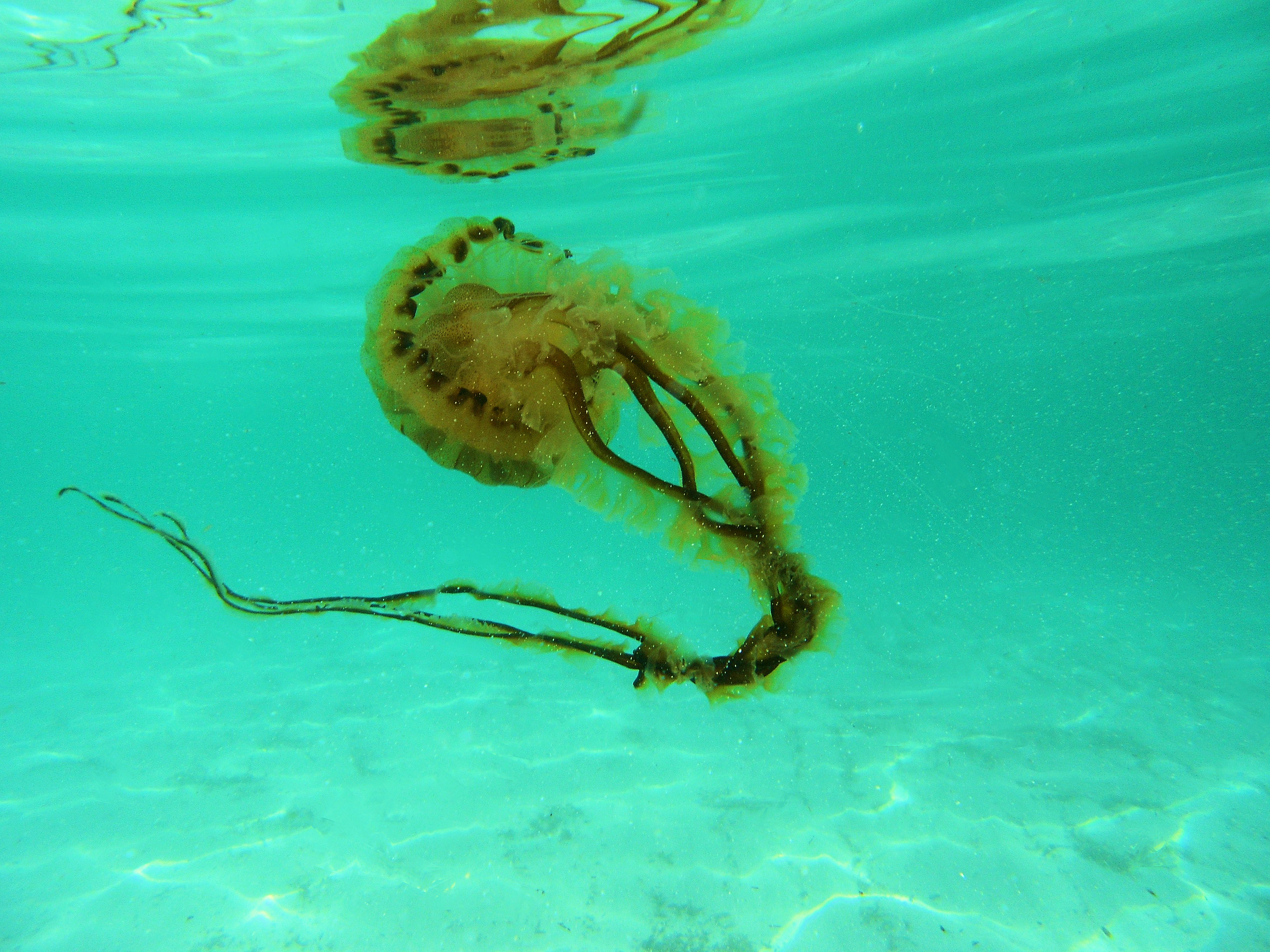
Medusa Bruna (Chrysaora Hysoscella) fotografata sul basso fondale di Lido Gandoli, in Marina di Leporano (Taranto)
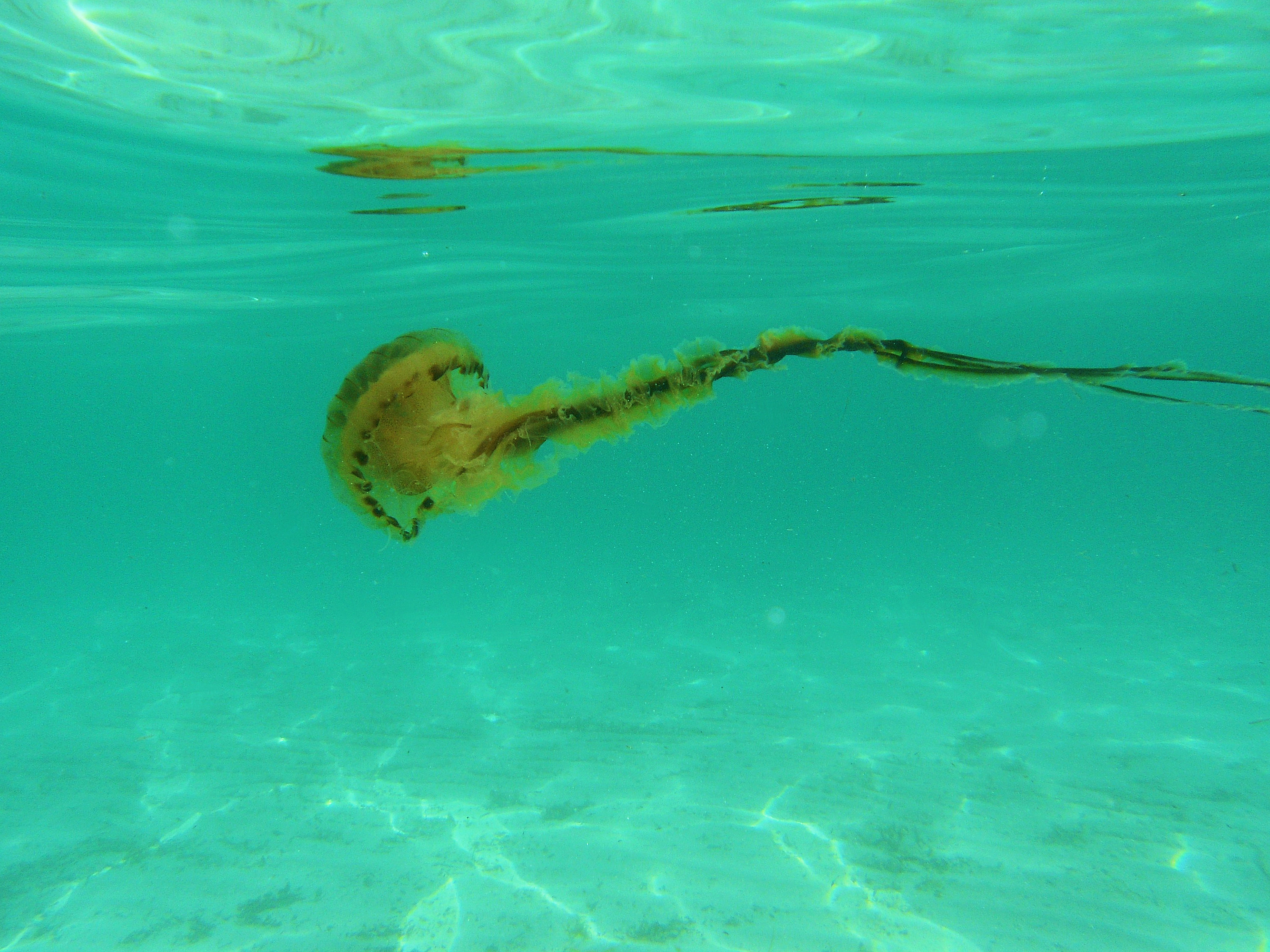
Medusa Bruna (Chrysaora Hysoscella) fotografata sul basso fondale di Lido Gandoli, in Marina di Leporano (Taranto)
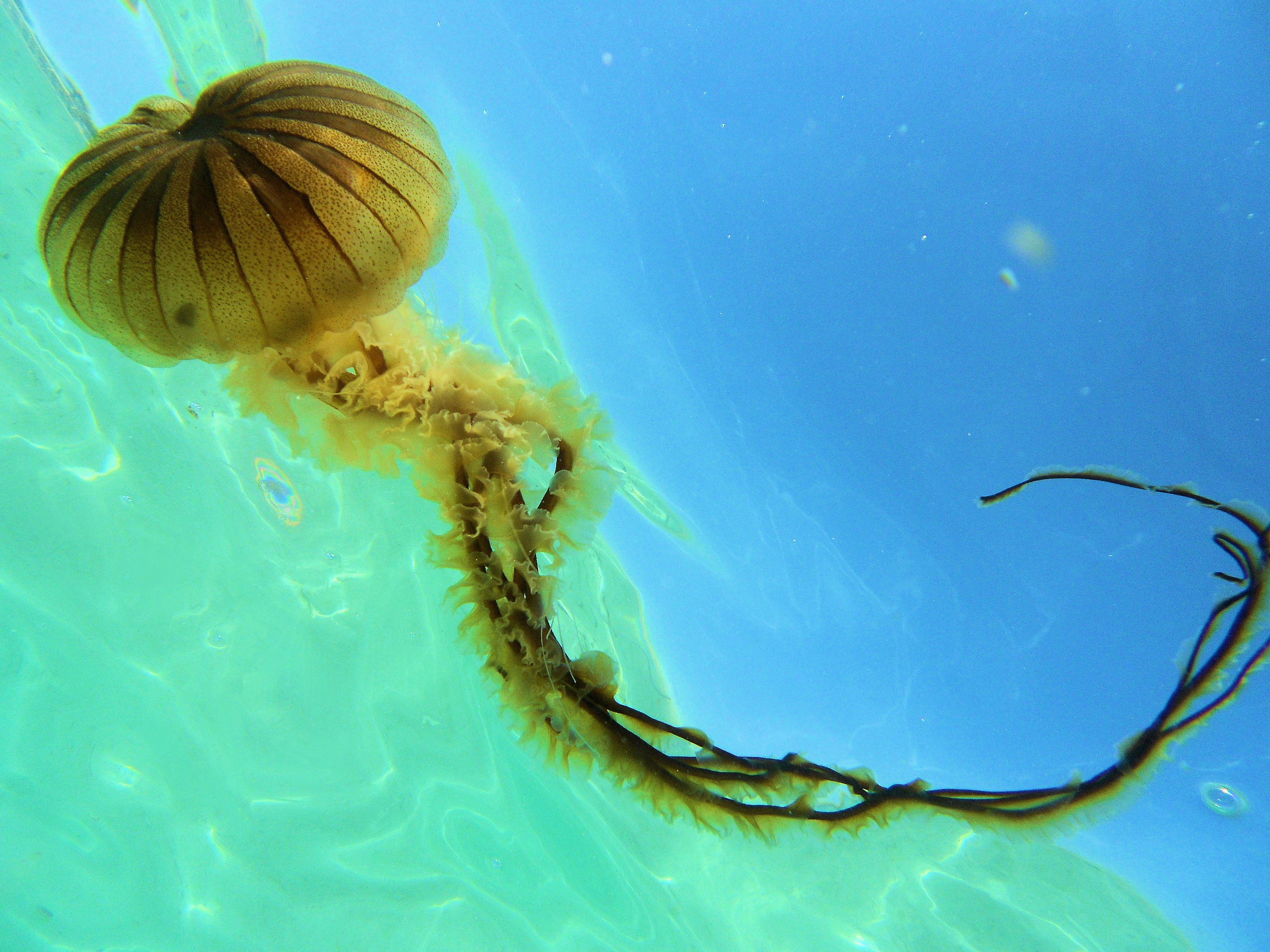
Medusa Bruna (Chrysaora Hysoscella) fotografata sul basso fondale di Lido Gandoli, in Marina di Leporano (Taranto)
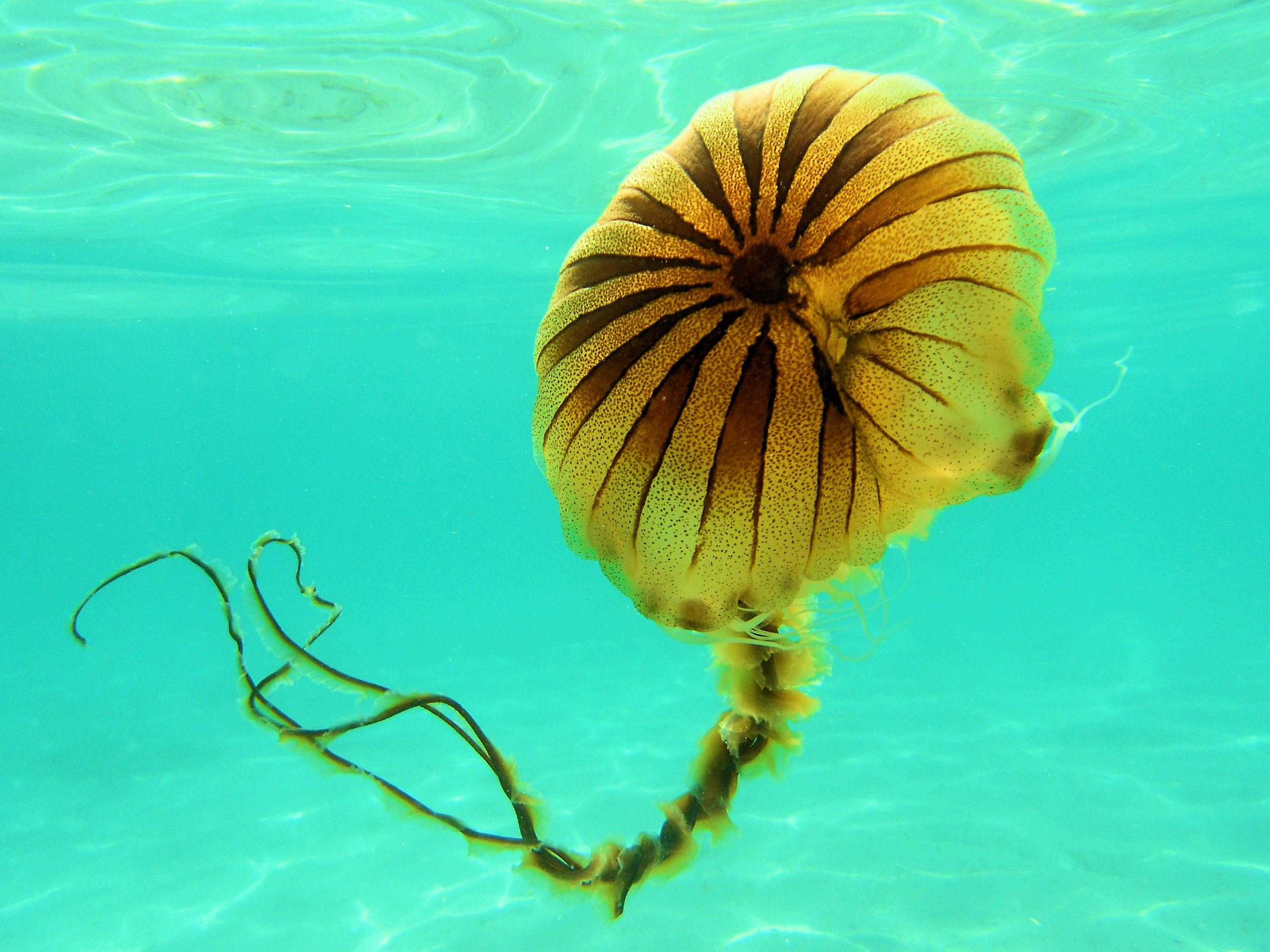
Medusa Bruna (Chrysaora Hysoscella) fotografata sul basso fondale di Lido Gandoli, in Marina di Leporano (Taranto)
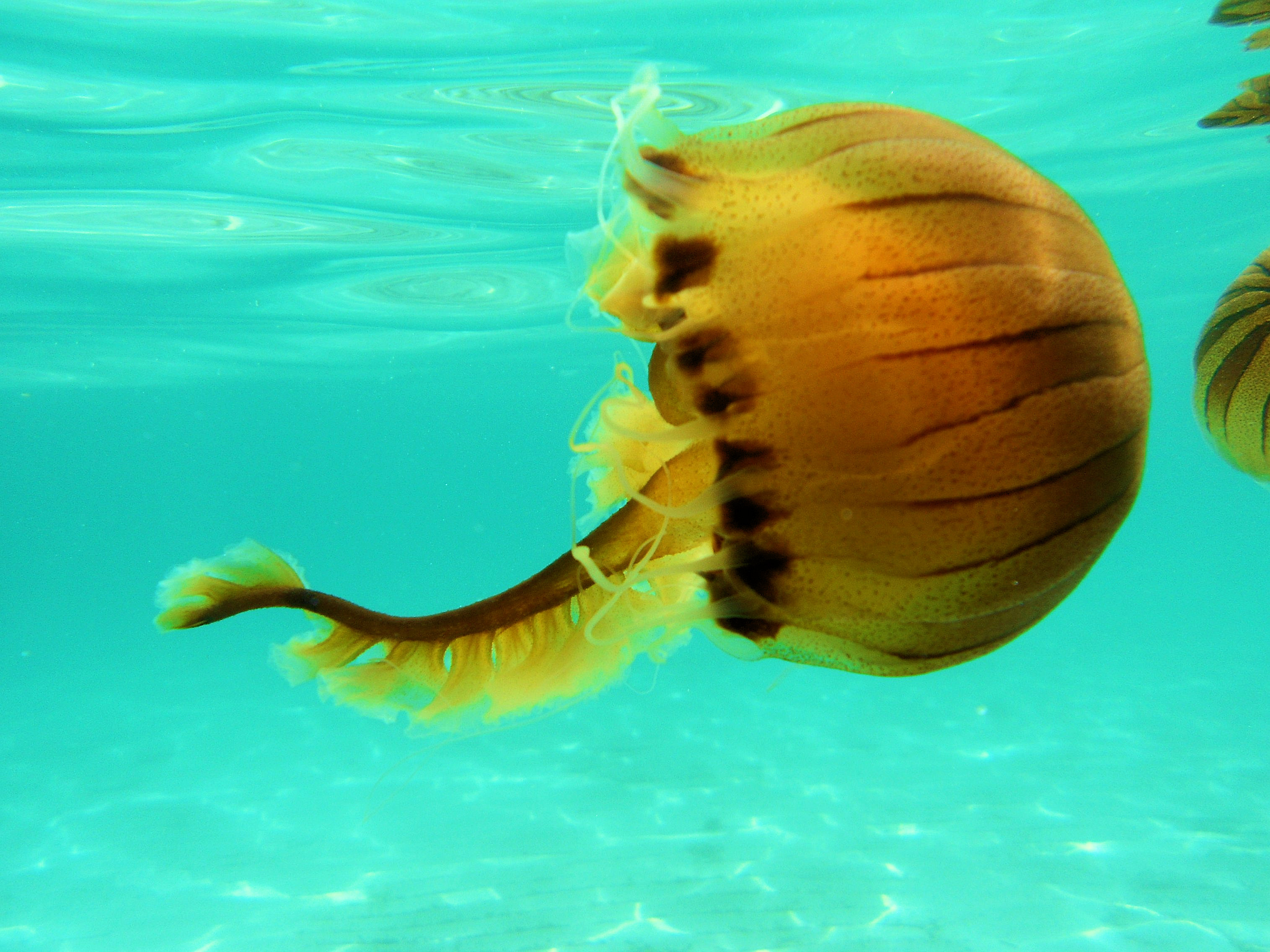
Medusa Bruna (Chrysaora Hysoscella) fotografata sul basso fondale di Lido Gandoli, in Marina di Leporano (Taranto)
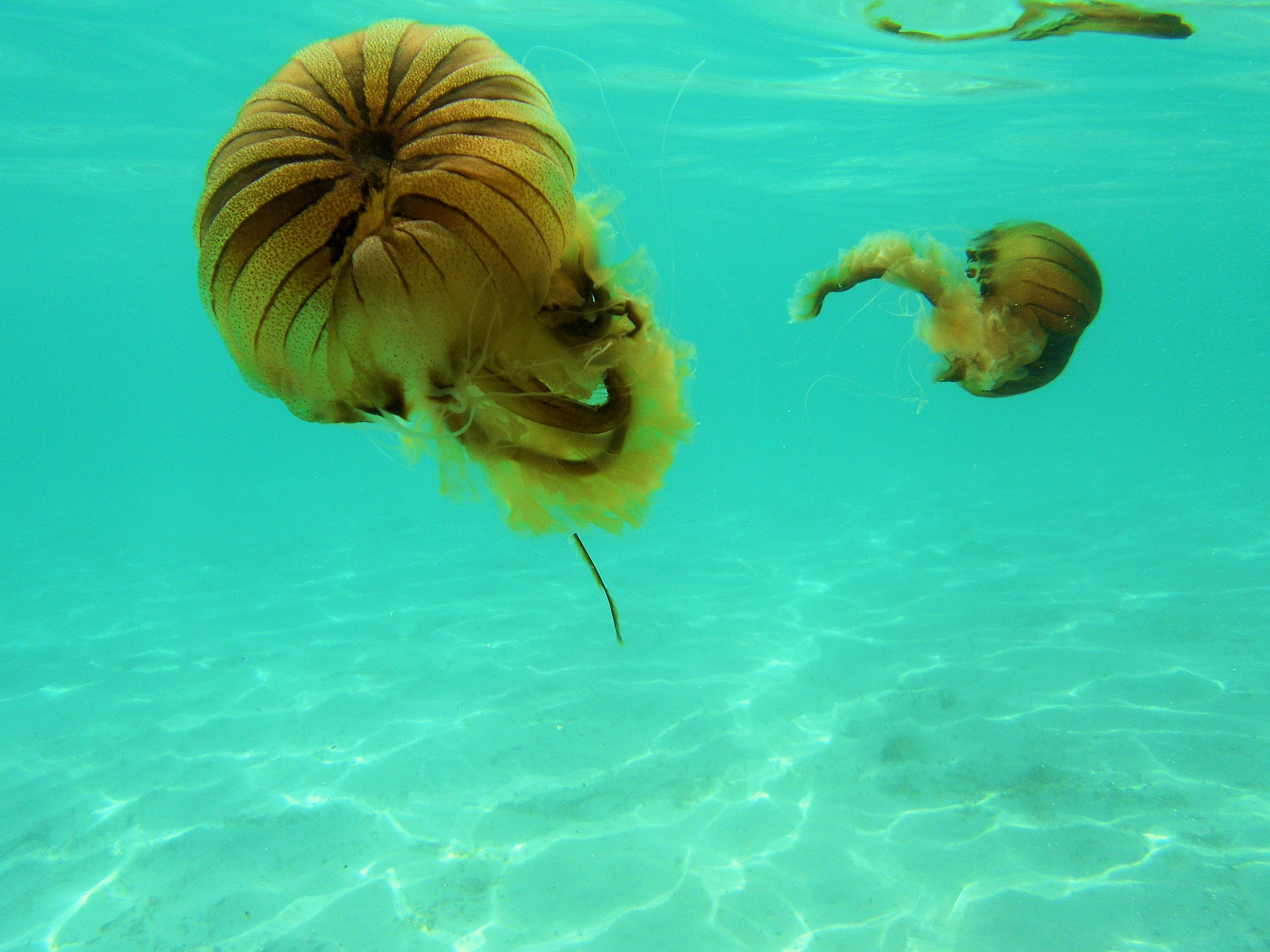
Medusa Bruna (Chrysaora Hysoscella) fotografata sul basso fondale di Lido Gandoli, in Marina di Leporano (Taranto)
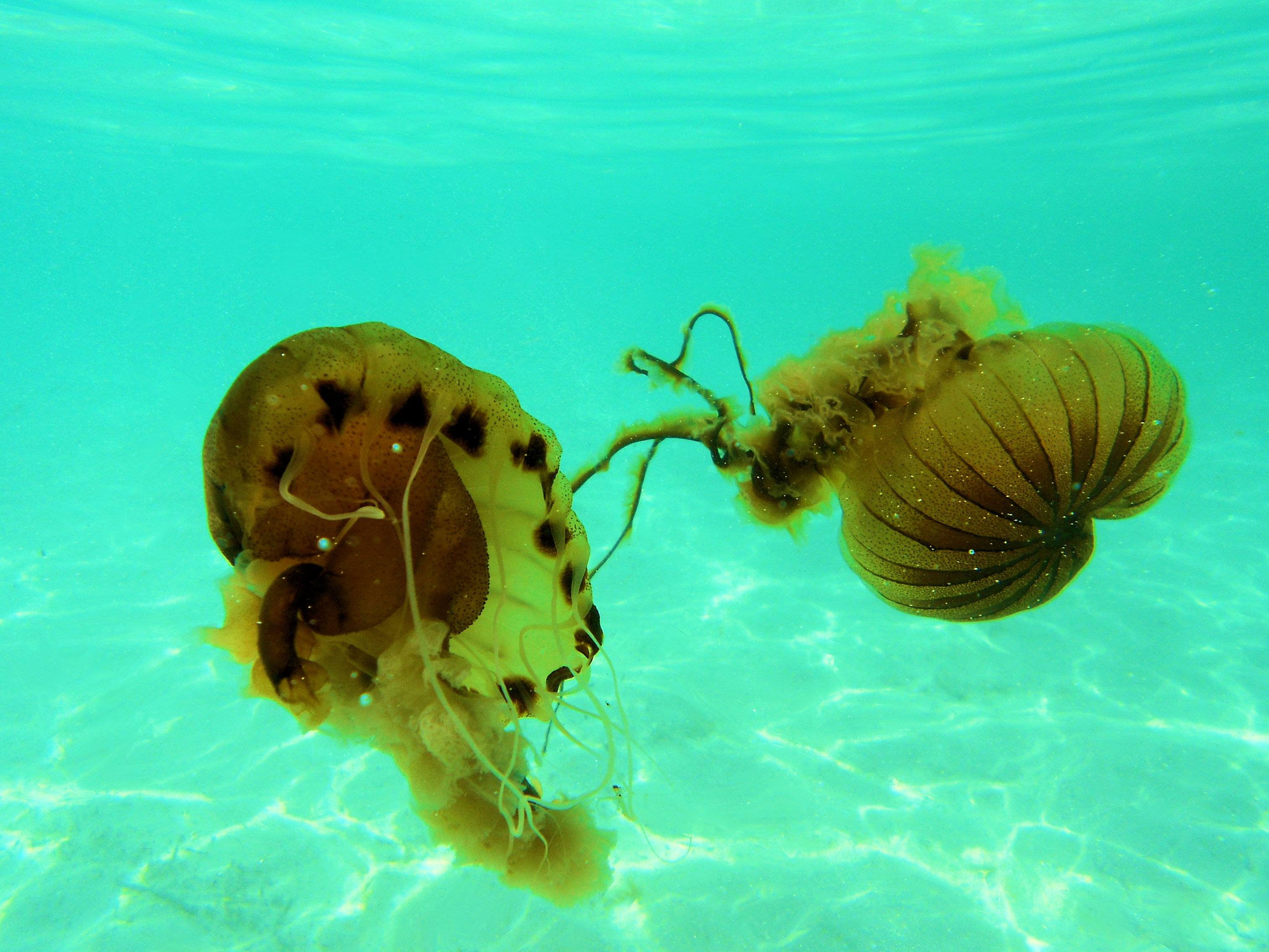
Medusa Bruna (Chrysaora Hysoscella) fotografata sul basso fondale di Lido Gandoli, in Marina di Leporano (Taranto)
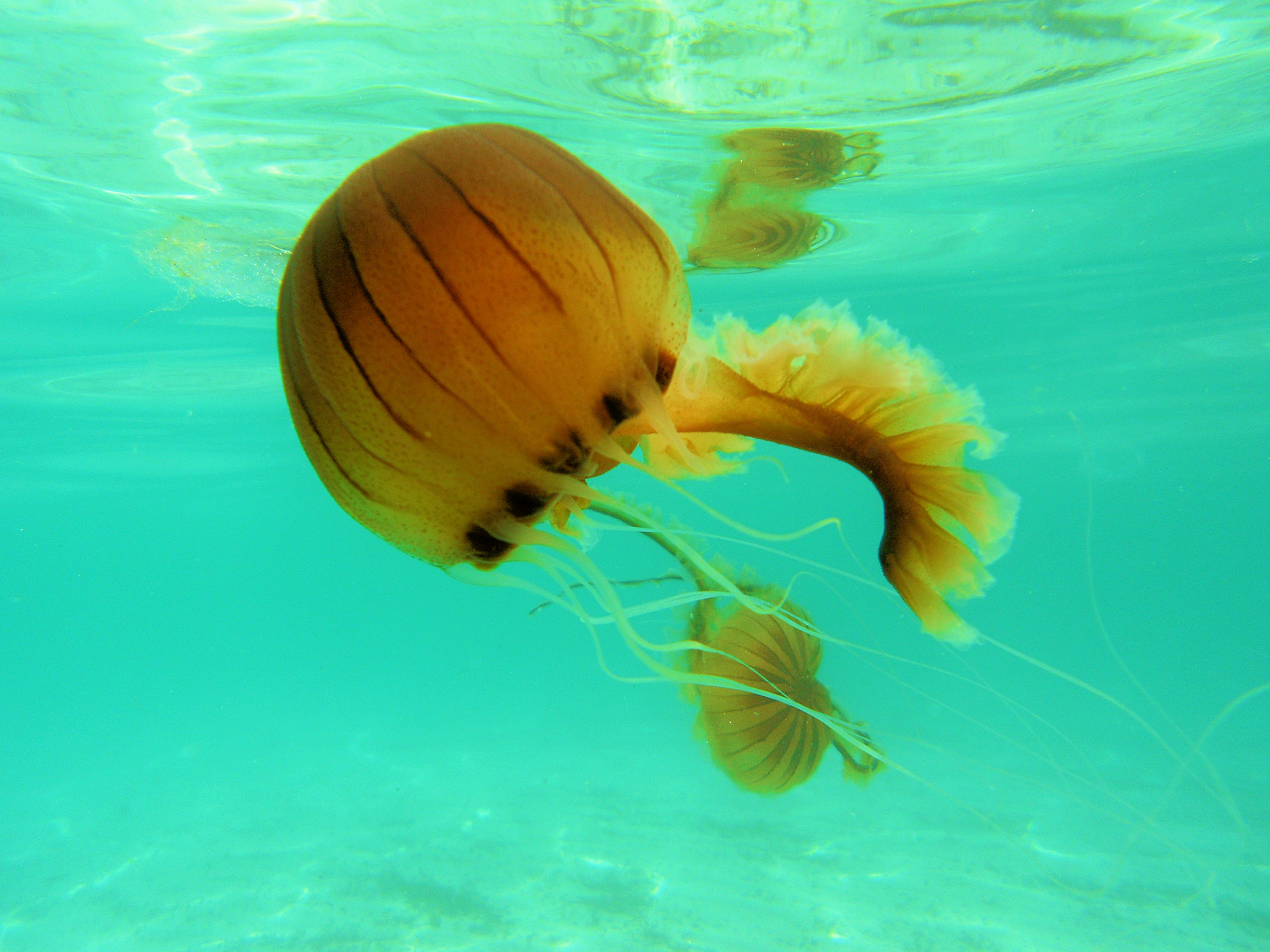
Medusa Bruna (Chrysaora Hysoscella) fotografata sul basso fondale di Lido Gandoli, in Marina di Leporano (Taranto)
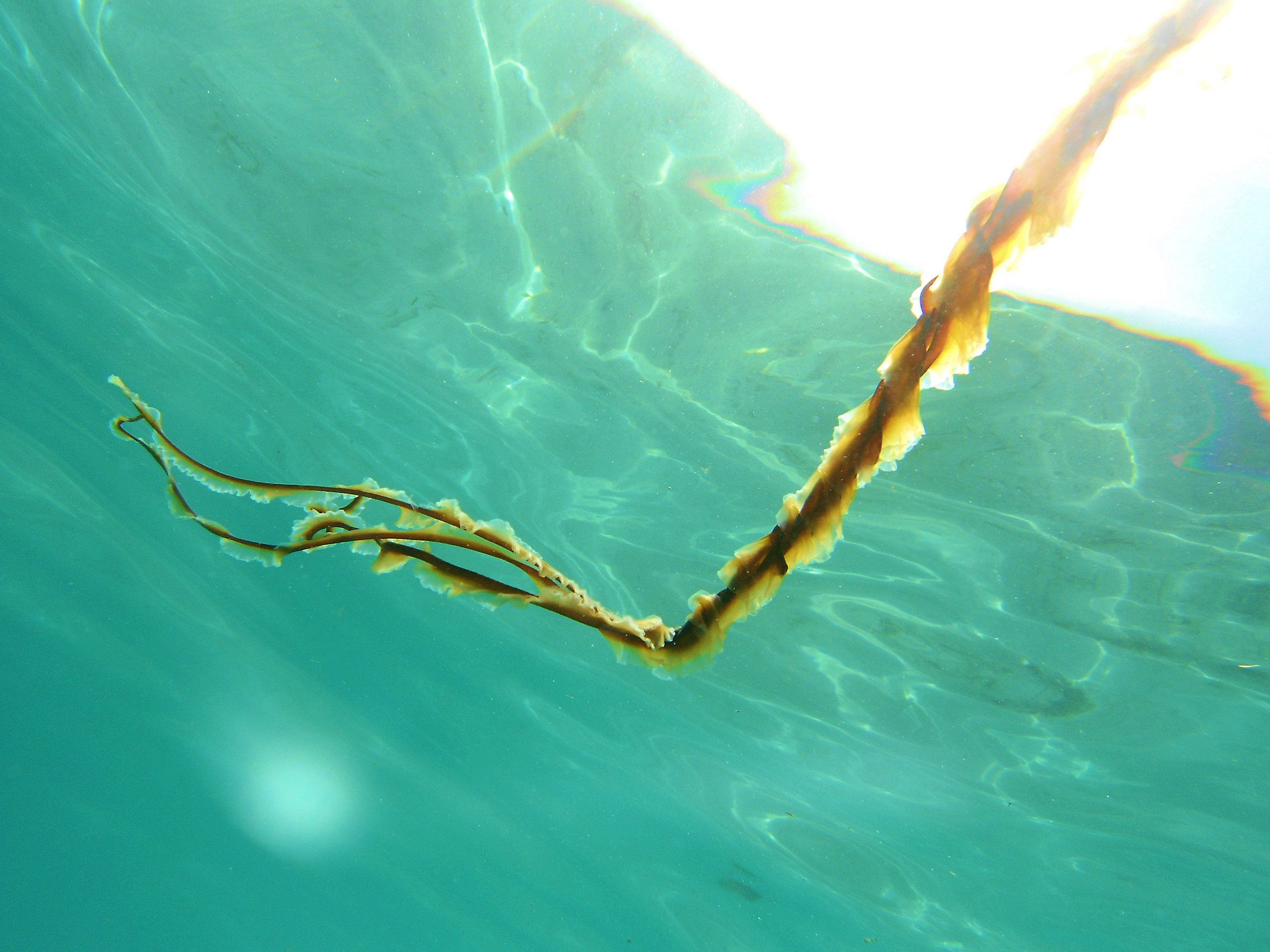
Dettaglio dei tentacoli di una Medusa Bruna (Chrysaora Hysoscella) fotografata sul basso fondale di Lido Gandoli, in Marina di Leporano (Taranto)
- Nuoto di una Medusa Bruna (Chrysaora Hysoscella)